# Silvia Saint
Silvia Saint, född 12 februari 1976 i Tjeckoslovakien som Silvie Tomčalová, är en tjeckisk porrskådespelerska.
Innan Silvia Saint började i porrbranschen läste hon ledarskap och var chef för ett stort hotell i den tjeckiska staden Zlín. 1996 utsågs Silvia Saint till Penthouse Pet of the year i den tjeckiska utgåvan och 1997 och 1998 i den amerikanska utgåvan. Silvia Saints tidiga filmer spelades in i Europa, framförallt för  Private Media och blev stora framgångar. Efter det flyttade Silvia Saint till USA där hon tillbringade tre år. År 2006 slutade hon spela in scener med män och har efter det bara gjort lesbiska scener. Totalt har hon medverkat i långt över 300 porrfilmer.

## Filmografi (urval)
- Nasty Nymphos #17
- Fresh Meat #04
- Voyeur #09
- x girls #10
- 100% Silvia
- Sylvia Does It Again
- Dreaming of Silvia
- Jill and Silvia Exposed
- Private Life of Silvia Saint
- Saints & Sinners
- Silvia Exposed
- Silvia Saint Caught on Tape
- Silvias Diary
- Super Stars Of Porn 16: Sylvia Saint
- Up For Grabs 2: Silvia Saint
- Up For Grabs 3: Silvia Saint
- The Uranus Experiment